# Едвард Толман
Едвард Толман (14. април 1886 – 19. новембар 1959) био је амерички психолог познат по својим студијама о пацовима који користе лавиринте (когнитивне мапе).
Објавио је много чланака о експериментима, од којих је најутицајнији написао у сарадњи са Ричијем и Калишом 1946. године. Толманов циљ био је да разуме људске менталне процесе преко експерименталних метода. Његове теорије нису углавном биле прихваћене у том времену, али су поставиле темељ за касније радове у когнитивној психологији и теоријама о доношењу одлука. Такође је донео велики допринос у разумевању људског понашања.
Рођен је у Вест Њутну у Масачутетсу и студирао је на Масачутетском институту за технологију, али је докторске студије уписао на Харвардском Универзитету 1915. године. Већину своје каријере провео је на Калифорнијском Универзитету у Берклију (1918—1954), где је предавао психологију.

## Дела
- „Instinct and purpose“ у Psychological Review-у. 27, стр. 217-233, 1920.
- „A new formula for behaviorism“ у Psychological Review-з. 29, стр. 44-53, 1922.
- „A behavioristic account of the emotions“ Psychological Review, 30, стр. 217-227, 1923.
- „A behavioristic theory of ideas“, Psychological Review. 33, стр. 252-369, 1926.
- „Purposive Behavior in Animals and Men“, „New York: Century“, 1932.
- „The determinants of behavior at a choice point“, Psychological Review 45, стр. 1-41, 1938.
- „ Drives towards War“. New York: Appleton-Century-Crofts, 1942.
- Tolman, E.C., Ritchie, B. F., and D. Kalish: „Studies in spatial learning: II. Place learning versus response learning“, Journal of Experimental Psychology 37, стр. 385-392, 1946.
- „Cognitive maps in rats and men.“ Psychological Review. 55, стр. 189-208, 1948.
- „Behavior and psychological man“ Berkeley: University of California Press, 1951.
- „Principles of performance" Psychological Review. 62, стр. 315-326, 1955.